# Distretto di Voznesens'k
Il distretto di Voznesens'k (in ucraino Вознесенський район?) è un distretto nell'oblast' di  Mykolaïv in Ucraina. Il suo centro amministrativo è la città di Voznesens'k. Ha una popolazione di 175 542 abitanti.
Il 18 luglio 2020, come parte della riforma amministrativa dell'Ucraina, il numero di distretti dell'oblast di Mykolaïv è stato ridotto a quattro e l'area del distretto di Voznesens'k è stata notevolmente ampliata.